# Clive Allen
Clive Darren Allen (født 20. maj 1961) er en engelsk tidligere professionel fodboldspiller, som har spillet som angriber i syv forskellige klubber i London.

## Karriere

### Queens Park Rangers
Allen startede sin karriere hos Queens Park Rangers i slutningen af 1970'erne, hvor han scorede 32 mål i 49 ligakampe, før han flyttede videre til.

### Arsenal
Allen skrev kontrakt med Arsenal i someren 1980'erne for £1,25 mio., men han spillede ikke en eneste rigtig kamp (selvom han spillede tre venskabskampe i sæsonen 1980-81). Han flyttede en kort overgang til Crystal Palace i i en byttehandel med Kenny Sansom.

### Crystal Palace
Allen blev Palaces topscorer i deres 1980-81 sæson med ni mål i ligaen, og 11 i alle deres kampe, hvor Palace sluttede i bunden af førstedivisionen.

### Tilbage til Queens Park Rangers
QPR, der stadig spillede i andendivisionen, havde nu Terry Venables som manager (der også havde skrevet kontrakt med Allen for Palace) og i Allens første sæson tilbage i klubben scorede han 13 mål i andendivisionen, men det var dog ikke nok til at få holdt op i førstedivisionen. QPR havde deres mest succesfulde FA Cup-søson, idet de nåede finalen for første gang, hvor Allen scorede målet til 1-0 i både sjette runde (mod Crystal Palace) og semifinalen (mod West Bromwich Albion).
Over de næste to sæsoner scorede Allen 27 ligamål, og QPR vandt deres første andendivisionsmesterskab i 1982–83 og endte derefter på en femteplads i førstedivisionen i 1983-84. Han blev købt af Tottenham for £700.000.

### Tottenham Hotspur
Allen scorede to gange i sin debutkamp den 25. august 1984 som endte med 4-1 mod Everton, og han scorede 10 mål i sine første 18 kampe i den første sæson, hvor Spurs sluttede som nummer 3 i ligaen bag Liverpool og Everton.
I sæsonen 1986-87 scorede han 33 ligamål, og 49 mål i alle kampe, heriblandt et mål i FA Cup Finalen 1987 mod Coventry City, som de dog tabte.
Han fik også titen som PFA Player of the Year pg Football Writers' Association Footballer of the Year.

### Bordeaux
Han flyttede videre fra Hotspurs til Bordeaux i marts 1988.

### Senere karriere
I juli 1989 flyttede han til Manchester City, der lige var kommet i førstedivision. Han scorede 10 mål i sin første sæson, men kun fire i sæsonen 1990-91. Han spillede tre kampe og scorede to mål i klubbens efterfølgende sæson, og blev herefter flyttede til Chelsea i december 1991.
Han scorede syv mål i 16 ligakampe over de næste 3 måneder med Chelsea før han flyttede til West Ham United i marts 1992, hvor han scorede én gang i fire kampe, men kunne ikke stoppe dem i at rykke ned.
Han scorede 14 mål i sæsonen 1992-93 i førstedivisionen hvor West Hamrykkede op. Hans mål på den sidste dag i sæsonen mod Cambridge United, sikrede at klubben rykkede op i Premier League. Han spillede blot syv ligakampe i 1993-94 i den nye Premier League, hvor han scorede to mål mod Sheffield Wednesday i august 1993. Han spillede sin sidste kamp for West Ham i marts 1994 som endte 0-0 på Upton Park mod Luton Town, hvor han blev substitut for Lee Chapman.
I januar 1994, hvor Allens kontrakt med West Ham United udløb, udtrykte Tottenhams manager Ossie Ardiles (som havde været hans holdkammerat på Tottenham i det foregående årti) interesse i at bringe Allen tilbage til White Hart Lane, hvor han stod til at skulle bruge £500.000 på at købe en angriber der skulle erstatte den skadede Teddy Sheringham, men handlen skete aldrig.
Allen endte med at gå en division ned, hvor han spillede for Millwall for £75.000.
Han sluttede sin karriere i tre ligakampe for Carlisle United i 1995–96.